# Gaetanus simplex
Gaetanus simplex är en kräftdjursart som beskrevs av Brodsky 1950. Gaetanus simplex ingår i släktet Gaetanus och familjen Aetideidae. Inga underarter finns listade i Catalogue of Life.